# Stade Rennais FC
Stade Rennais Football Club  je francuski nogometni klub iz Rennesa koji se natječe u Ligue 1 već 48 godina. 
Klub je osnovan 1901. godine pod imenom Stade Rennais Université Club. Sadašnje ime nose od 1971. godine, iste godine kad su i osvojili Francuski kup, svoj zasada posljednji značajniji trofej. Svoje domaće utakmice igraju na stadionu Route de Lorient, a nadimak im je Les Rouges et Noirs (crveno-crni), prema boji dresa u kojima nastupaju.

## Trofeji
- Francuski kup
  - Prvaci (2): 1965., 1971. 2019.
  - Doprvaci (4) : 1922., 1935., 2009., 2014.

- Ligue 2
  - Prvaci (2):  1956., 1983.
  - Doprvaci (5): 1939., 1958., 1980., 1993., 1994.

- Intertoto kup
- Prvaci (1): 2008.
- Finalisti (1): 1999.

## Rezultati u europskim natjecanjima
|                       | Ut. | Pob. | N. | Por. | G+ | G- | GR |
| --------------------- | --- | ---- | -- | ---- | -- | -- | -- |
| Kup pobjednika kupova | 4   | 0    | 2  | 2    | 1  | 4  | -3 |
| Kup UEFA              | 8   | 2    | 1  | 5    | 8  | 14 | -6 |
| Intertoto kup         | 14  | 5    | 3  | 6    | 22 | 19 | 3  |
| Ukupno                | 26  | 7    | 6  | 13   | 31 | 37 | -6 |

## Poznati igrači

### Francuski igrači
| - Jocelyn Angloma - Dominique Arribagé - Jean-Luc Arribart - Marcel Aubour - Jean-Pierre Brucato - Louis Cardiet - Patrice Carteron - Ousmane Dabo - Claude Dubaële - Julien Escudé - Pascal Fugier | - Franck Gava - Stéphane Grégoire - Bernard Goueffic - Jocelyn Gourvennec - Yoann Gourcuff - Stéphane Guivarch - André Guy - Nicolas Goussé - Laurent Huard - Raymond Kéruzoré - Guy Lacombe | - Georges Lamia - Bernard Lama - Robert Lamartine - Jean-Claude Lavaud - Serge Lenoir - Ulrich Le Pen - Serge Le Dizet - Marcel Loncle - Bertrand Marchand - Olivier Monterrubio - Didier Notheaux | - Frédéric Piquionne - Simon Pouplin - Jean Prouff - Anthony Réveillère - Robert Rico - Daniel Rodighiéro - Mickaël Silvestre - Gérard Soler - Guy Stéphan - Yannick Stopyra - Sylvain Wiltord |  |

### Strani igrači
| - Farès Bousdira - Mahi Khennane - Uwe Reinders - Oscar Muller - César - Luis Fabiano - Shabani Nonda - François Omam-Biyik | - Boubacar Barry - Laurent Pokou - André Simonyi - Shay Holtzman - Erik Van Den Boogaard - John Utaka - Jerzy Willim | - Lamine Diatta - El-Hadji Diouf - Erik Edman - Andreas Isaksson - Kim Källström - Alexander Frei - Marco Grassi | - Petr Čech - Sokrat Mojsov - Goran Pandurović - Blaž Slišković - Silvester Takač - Salvador Artigas - Majid Musisi |

## Treneri
| - Kalman Szekany:1932. – 1933. - Mc Cloy:1933. – 1934. - Josef Pepi Schneider:1933. – 1936. - Jean Batmale:1936. – 1941. - Emile Scharwath:1941. – 1942. - Jean Batmale:1942. – 1945. - François Pleyer:1945. – 1952. - Salvador Artigas:1952. – 1955. - Henri Guérin:1955. – 1961. - Antoine Cuissard:1961. – 1964. - Jean Prouff:1964. – 1972. - René Cédolin:1972. – 1974. - Antoine Cuissard:1974. – 1976. - Claude Dubaële:1976. – 1977. - Alain Jubert:1977. – 1979. - Pierre Garcia:1979. – 1982. - Jean Vincent:1982. – 1984. - Pierre Mosca:1984. – 1986. - Patrick Rampillon:1987. | - Raymond Kéruzoré:1987. – 1991. - Didier Notheaux:1991. – 1993. - Michel Le Millinaire:1993. – 1996. - Yves Colleu:1996. – 1997. - Guy David:1997. – 1998. - Paul Le Guen:1998. – 2001. - Christian Gourcuff:2001. – 2002. - Philippe Bergeroo:2002. - Vahid Halilhodžić:2002. – 2003. - Laszlo Bölöni:2003. – 2006. - Pierre Dréossi:2006. – 2007. - Guy Lacombe:2007. – 2009. - Frédéric Antonetti:2009. – 2013. - Philippe Montanier:2013. – 2016. - Rolland Courbis:2016. - Christian Gourcuff:2016. – 2017. - Sabri Lamouchi:2017.- |

## Vanjske poveznice
- Službena stranica (fr.)